# Ancamna

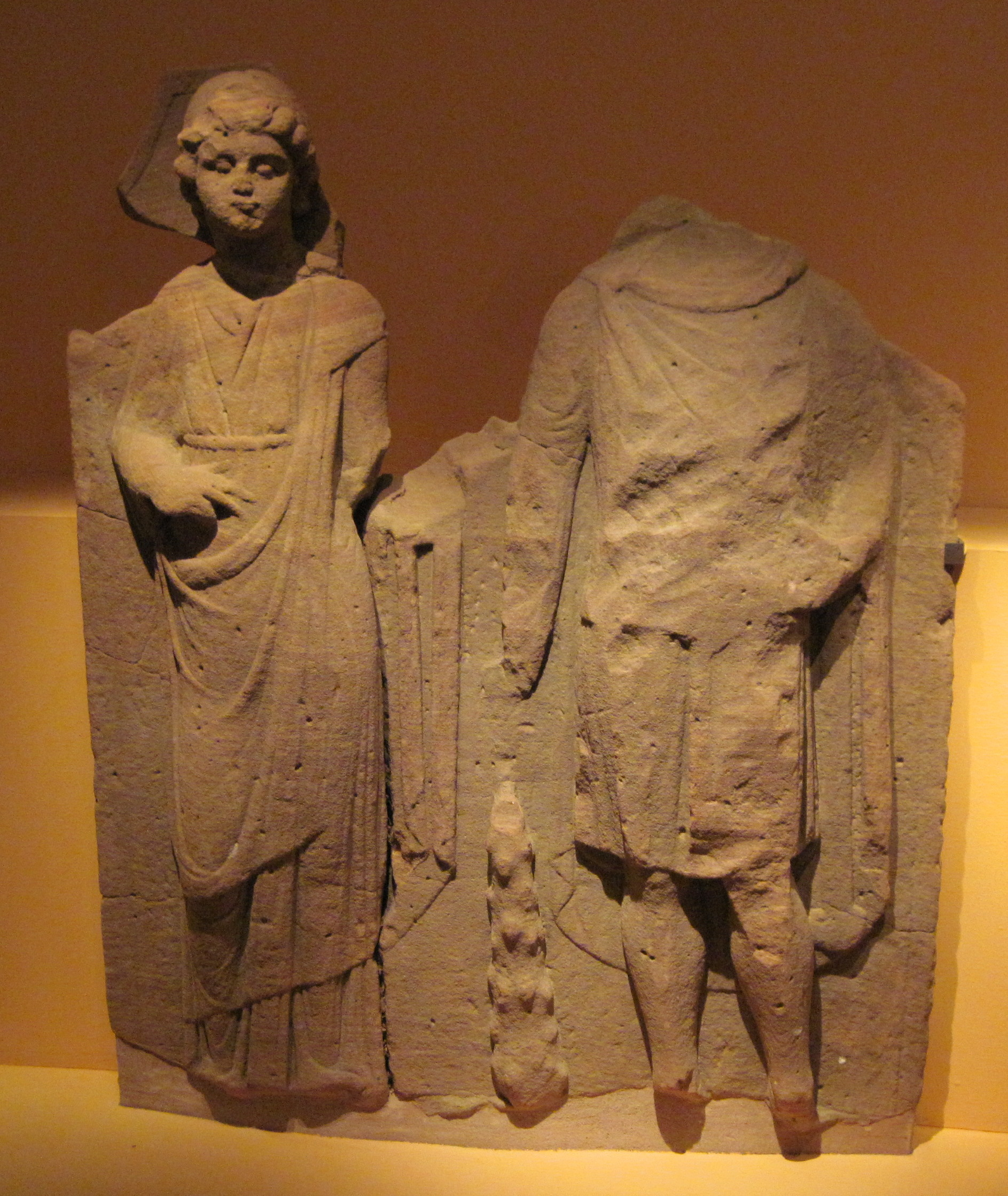
Representación de Ancamna y Smertrios Marte de Freckenfeld en el antiguo territorio de los Németes.

En la religión galo-romana, Ancamna era una diosa adorada particularmente en el valle del río Mosela. Fue conmemorada en Tréveris y Ripsdorf como consorte de Lenus Marte, y en Möhn como consorte de Marte Smertulitanus. En Tréveris, se instalaron altares en honor de Lenus Marte, Ancamna y los genios de varios pagi de los tréveros, dando la impresión de Lenus Marte y Ancamna como protectores tribales honrados en un culto organizado oficialmente. Entre las pocas estatuillas que quedaron como ofrendas votivas en el santuario de Marte Smertulitanus y Ancamna en Möhn se encuentra una de un genio cucullatus como las ofrecidas a las Xulsigiae en el complejo del templo Lenus Marte en Tréveris.
Aparentemente, Inciona también se invoca junto con Lenus Marte Veraudunus en un exvoto de bronce de Luxemburgo; no está claro qué conexión, si la hay, existe entre Inciona y Ancamna. Jufer y Luginbühl vinculan a Ancamna con otras dos consortes del galo Marte, Litavis y Nemetona, y señalan que ninguna de ellas parece ser una diosa guerrera; en cambio, sugieren que Ancamna podría haber estado asociada con un manantial. Edith Wightman considera que la pareja entre Marte Loucetius y Nemetona es "muy similar, si no idéntica, a Lenus y Ancamna".